# Julefrokost
Julefrokost eller julebord er i Skandinavien en festlig lejlighed typisk i december op til jul, hvor der oftest spises traditionel julemad. Til dette måltid inviteres ofte venner og familiemedlemmer, så man er et større selskab. Julefrokost kan også være en firmafest, oftest afholdt i julemåneden, men nogle gange også i november/januar. De tidligste julefrokoster, der findes bevis for er blevet afholdt i Danmark, blev holdt fra 1940'erne.
Begrebet julefrokost anvendes i Danmark, mens man i Sverige, Norge og Finland anvender julebord (bokmål)/julbord (svensk)/joulupöytä (finsk)

## Danmark
Ligesom juleaften har sine madtraditioner med en julemiddag er der også bestemte retter der indgår i en traditionel julefrokost, fx koldt smørrebrød, gerne med marineret sild som en hovedingrediens, suppleret af lune retter som flæskesteg, frikadeller, leverpostej og medisterpølse. Hertil føjes drikkevarer som især snaps/akvavit og øl (gerne julebryg).
En julefrokost i forbindelse med arbejdet er en lidt anden konstruktion, hvor man spiser sammen og kommer hinanden mere nær og "drikker dus" mere end på andre tidspunkter af året. Den afholdes normalt i november eller december – før juleaften.
Julefrokoster er nærmest blevet en fast bestanddel på arbejdsmarkedet i mange virksomheder. Julefrokoster har en betydning for det sociale og psykologiske miljø i en virksomhed, og nogle kombinerer dem endda med teambuilding i større eller mindre grad.
Tiden i og omkring julefrokoster og påskefrokoster har ofte haft ry for at være en tid med mange trafikforseelser vedr. spirituskørsel.

### Historie
Julefrokosterne opstod i efterkrigstiden. Dengang var det i højere grad, når man var færdig med arbejdet den 24. december, at man nogle steder blev inviteret ind til chefen og fik et glas portvin, et stykke kransekage og ønskede hinanden glædelig jul. Mange stod så og trippede for at komme hjem til familien og julemaden. De tidligste julefrokoster, vi har bevis for, blev holdt fra 1940'erne, og efter 40'erne bliver det til en regulær fest. Det traditionelle ved festen var, at julefrokosten som regel blev holdt dagen før juleaften.
I 1965 var det stadig en relativt ny tradition, at der på arbejdspladsen var julefrokost, hvor man annullerede det hierarki, man ellers havde, og på den måde udjævnede niveauerne. Førhen var det helt usædvanligt, at direktøren sad og spiste julefrokoster med medarbejderne.
Sang og våde varer begyndte også at være en del af selve julefrokosten i slutningen af 40'erne, men der var langt mindre druk til de tidlige julefrokoster. Først i løbet af 60'erne og 70'erne blev det mere fugtigt. I 1976 kom filmen Julefrokosten med Preben Kaas i hovedrollen, hvor den kendte forestilling om den vilde, våde og vovede julefrokost blev manifesteret, hvilket forårsagede et stort boom i julefrokostkonceptet. Traditionen omkring julefrokoster har udviklet sig frem til i dag, hvor det i mange virksomheder anses som årets ikke-faglige højdepunkt, fordi det er et uformelt rum hvor man kan "slå sig løs" med gode kolleger.

## Sverige
I Sverige vil der ofte blive serveret ludfisk til et julbord.